# Vlaamse Leeuw

Vlaamse Leeuw est l'expression néerlandaise désignant le « lion des Flandres » (qui orne notamment le blason des comtes de Flandre).
C'est aussi le nom d'un roman (« Le Lion des Flandres ») et celui d'un chant dont les deux premières strophes ont été choisies en 1985 comme l'hymne officiel pour la Communauté flamande. C'est également le nom du drapeau de Flandre.

## Origine et histoire du chantVlaamse Leeuw
Il est daté de juillet 1847, écrit sous forme de poème par le dramaturge Hippoliet Van Peene (1811-1864) et mis en musique par le compositeur Karel Miry (1823-1899).
Tous deux faisaient partie de la société de théâtre amateur gantoise Broedermin en Taelyver (Amour fraternel et Zèle linguistique). Hippoliet aurait composé De Vlaamse Leeuw à la suite d'une discussion sur les chants des peuples et des chants nationaux. Il était amoureux de la langue néerlandaise et voulait rappeler la bataille des Éperons d'or. Le roman de Hendrik Conscience, Le Lion des Flandres, était alors déjà depuis neuf ans un best-seller.
Van Peene s'est laissé inspirer, clairement, par le Rheinlied (« Sie sollen ihn nicht haben, den freien deutschen Rhein […] »), un poème populaire de lutte de l'Allemand Nikolaus Becker (1809-1845).
Miry s'est laissé à son tour influencer par Sonntags am Rhein de Robert Schumann pour sa composition.
La crainte d'une annexion par la France créait un climat où se ressentait le besoin psychologique des populations pour une identité affirmée et donc aussi d'un chant populaire. Le chant n'était pas anti-belge en soi, l'ennemi que la Flandre voulait chasser étant la France.
Vers 1900, le mouvement flamand s'appropria le chant qui devint aussi un chant populaire de la progression des Flamands. Par décret du 6 juillet 1973 de l'ancien Conseil pour la Communauté de culture néerlandophone les deux premières strophes du Vlaamse Leeuw sont déclarées hymne de la Communauté. Le texte et la partition de la musique ont aussi été fixés par arrêté ministériel fédéral du 11 juillet 1985.

## Paroles et musique

### Musique
Version instrumentale :

### Paroles et partition

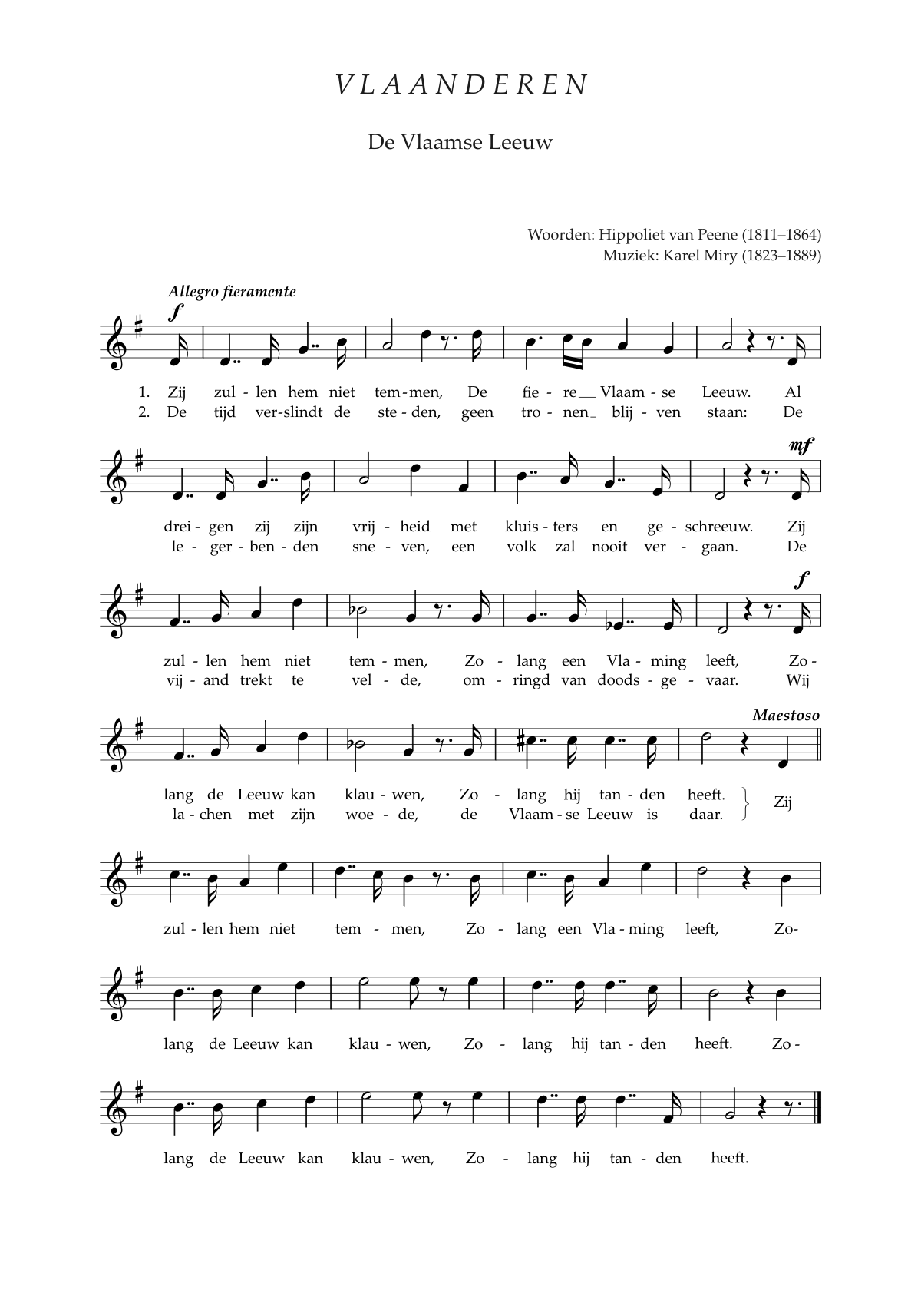
Texte et mélodie du chant populaire.

Les deux premières strophes (en gras) sont chantées dans les circonstances officielles.

#### (en néerlandais)
Zij zullen hem niet temmen, de fiere Vlaamse Leeuw,
Al dreigen zij zijn vrijheid met kluisters en geschreeuw.
Zij zullen hem niet temmen, zolang een Vlaming leeft,
Zolang de Leeuw kan klauwen, zolang hij tanden heeft.
Zij zullen hem niet temmen, zolang een Vlaming leeft,
Zolang de Leeuw kan klauwen, zolang hij tanden heeft.
Zolang de Leeuw kan klauwen, zolang hij tanden heeft.
De tijd verslindt de steden, geen tronen blijven staan:
De legerbenden sneven, een volk zal nooit vergaan.
De vijand trekt te velde, omringd van doodsgevaar;
Wij lachen met zijn woede, de Vlaamse Leeuw is daar.
Zij zullen hem niet temmen, zolang een Vlaming leeft,
Zolang de Leeuw kan klauwen, zolang hij tanden heeft.
Zolang de Leeuw kan klauwen, zolang hij tanden heeft.
Hij strijdt nu duizend jaren voor vrijheid, land en God;
En nog zijn zijne krachten in al haar jeugdgenot.
Als zij hem macht'loos denken en tergen met een schop,
Dan richt hij zich bedreigend en vrees'lijk voor hen op.
Zij zullen hem niet temmen, zolang een Vlaming leeft,
Zolang de Leeuw kan klauwen, zolang hij tanden heeft.
Wee hem, de onbezonnen', die vals en vol verraad,
De Vlaamse Leeuw komt strelen en trouweloos hem slaat.
Geen enk'le handbeweging die hij uit 't oog verliest:
En voelt hij zich getroffen, hij stelt zijn maan en briest.
Zij zullen hem niet temmen, zolang een Vlaming leeft,
Zolang de Leeuw kan klauwen, zolang hij tanden heeft.
Het wraaksein is gegeven, hij is hun tergen moe;
Met vuur in 't oog, met woede springt hij den vijand toe.
Hij scheurt, vernielt, verplettert, bedekt met bloed en slijk
En zegepralend grijnst hij op 's vijands trillend lijk.
Zij zullen hem niet temmen, zolang een Vlaming leeft,
Zolang de Leeuw kan klauwen, zolang hij tanden heeft.

### Traduction française
I. Ils ne le dompteront pas, le fier Lion de Flandre,
Quoiqu'ils menacent sa liberté par des chaînes et des cris.
Ils ne le dompteront pas, tant qu'un Flamand vivra,
Tant que le Lion pourra griffer, tant qu'il aura des dents.
Refrain: Ils ne le dompteront pas, tant qu'un Flamand vivra,
Tant que le Lion pourra griffer, tant qu'il aura des dents.
II. Le temps abat les villes, nul trône ne tient debout,
Les bandes armées périssent, un peuple ne mourra point.
L'ennemi se met en campagne, en s'entourant de mort,
Nous rions de sa fureur, le Lion de Flandre est là. (Au Refrain)
III. La lutte a déjà mille ans pour la liberté, le pays et Dieu,
Et toutes ses forces sont encore en leur prime jeunesse.
S'ils le croient épuisé et l'agacent du pied,
Il se relève menaçant, terrible devant eux. (Au Refrain)
IV. Malheur à l'insensé, au traître et au faux frère
Qui caressera le Lion afin de l'assassiner.
Il n'est point de mouvement qui échappe à son œil
S'il se sent touché, il déploie sa crinière et rugit. (Au Refrain)
V. La vengeance a sonné, et, las des harcèlements,
L'œil en feu, furieux, il saute sur l'ennemi,
Déchire, détruit, écrase, couvre de sang, de boue
Et, triomphant, ricane sur le corps tremblant de l'ennemi. (Au Refrain)

## Ressources

### Sources
- (nl) SNELLAERT, Ferdinand Augustijn. Vlaemsche bibliographie, of lyst der Nederduitsche boeken, in België sedert 1830 uitgegeven, Gand, H. Hoste, 1851, p. 22 (Uitgaven van het Willemsfonds; 1).